# Greta Pinggera
Greta Pinggera (* 17. Januar 1995) ist eine italienische Naturbahnrodlerin. Sie gewann in der Saison 2011/2012 die Gesamtwertung des Europacups sowie die Silbermedaille bei der Juniorenweltmeisterschaft und nahm im selben Winter erstmals an Weltcuprennen teil. 2014 wurde sie Juniorenweltmeisterin und 2017 Weltmeisterin im Einsitzer. Im Weltcup gewann Pinggera in der Saison 2016/17 den Gesamtweltcup und erreichte bisher 53 Podestplätze, davon sieben Siege.

## Karriere

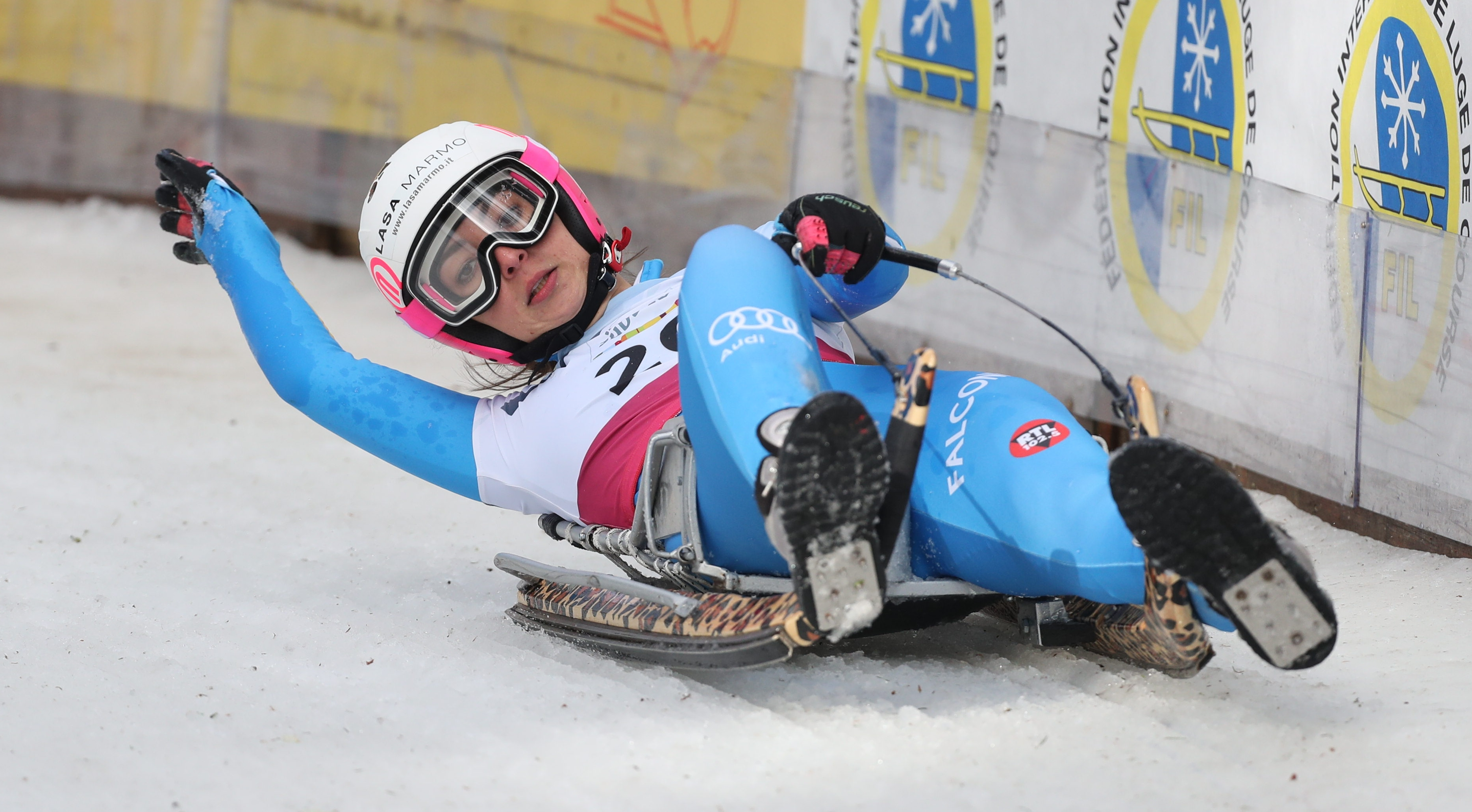
Pinggera beim Weltcup 2022 in Mariazell

Pinggera stammt aus Laas und besuchte das Oberschulzentrum in Mals. Sie fährt im Südtiroler Landeskader und startet seit dem Winter 2009/2010 im Interkontinentalcup. In diesem sowie im nächsten Winter erreichte sie jeweils den dritten Gesamtrang. In der Saison 2011/2012 entschied Pinggera mit zwei Siegen und einem zweiten Platz die Gesamtwertung des Europacups – dem Nachfolger des Interkontinentalcups – für sich. Bei ihrer ersten internationalen Juniorenmeisterschaft, der Juniorenweltmeisterschaft 2012 in Latsch, gewann Pinggera hinter Alexandra Obrist die Silbermedaille im Einsitzer. Im selben Winter nahm sie auch erstmals an zwei Weltcuprennen teil. Nachdem sie sich beim Auftaktrennen in Latzfons nicht für das eigentliche Weltcuprennen qualifizieren konnte und im erstmals ausgetragenen Nationencup starten musste, erreichte sie beim Weltcupfinale der Saison 2011/2012 in Umhausen bereits den vierten Platz, womit sie im Gesamtweltcup 20. wurde.

## Erfolge

### Weltmeisterschaften
- Deutschnofen 2013: 4. Einsitzer
- St. Sebastian 2015: 3. Einsitzer
- Vatra Dornei 2017: 1. Einsitzer, 2. Mannschaft
- Latzfons 2019: 2. Einsitzer
- Umhausen 2021: 5. Einsitzer
- Deutschnofen 2023: 2. Einsitzer

### Europameisterschaften
- Passeiertal 2016: 2. Einsitzer
- Obdach-Winterleiten 2018: 2. Einsitzer
- Moskau 2020: 4. Einsitzer
- Laas 2022: 2. Einsitzer

### Juniorenweltmeisterschaften
- Latsch 2012: 2. Einsitzer
- Vatra Dornei 2014: 1. Einsitzer, 2. Mannschaft

### Weltcup
- Gesamtweltcupsieg im Einsitzer in der Saison 2016/17
- 6× 2. Gesamtrang im Einsitzer in den Saisonen 2015/16, 2017/18, 2018/19, 2019/20, 2020/21, 2021/22
- 3× 3. Gesamtrang im Einsitzer in den Saisonen 2012/13, 2014/15, 2022/23
- 6. Gesamtrang im Einsitzer in der Saison 2013/14
- 53 Podestplätze, davon 7 Siege:

| Datum            | Ort          | Land       |
| ---------------- | ------------ | ---------- |
| 21. Februar 2016 | Umhausen     | Österreich |
| 22. Januar 2017  | Zelezniki    | Slowenien  |
| 29. Januar 2017  | Deutschnofen | Italien    |
| 18. Februar 2017 | Umhausen     | Österreich |
| 3. Dezember 2017 | Kühtai       | Österreich |
| 28. Januar 2018  | Deutschnofen | Italien    |
| 19. Januar 2020  | Vatra Dornei | Rumänien   |

### Europacup
- Gesamtsieg im Europacup 2011/2012